# Jean Thurel

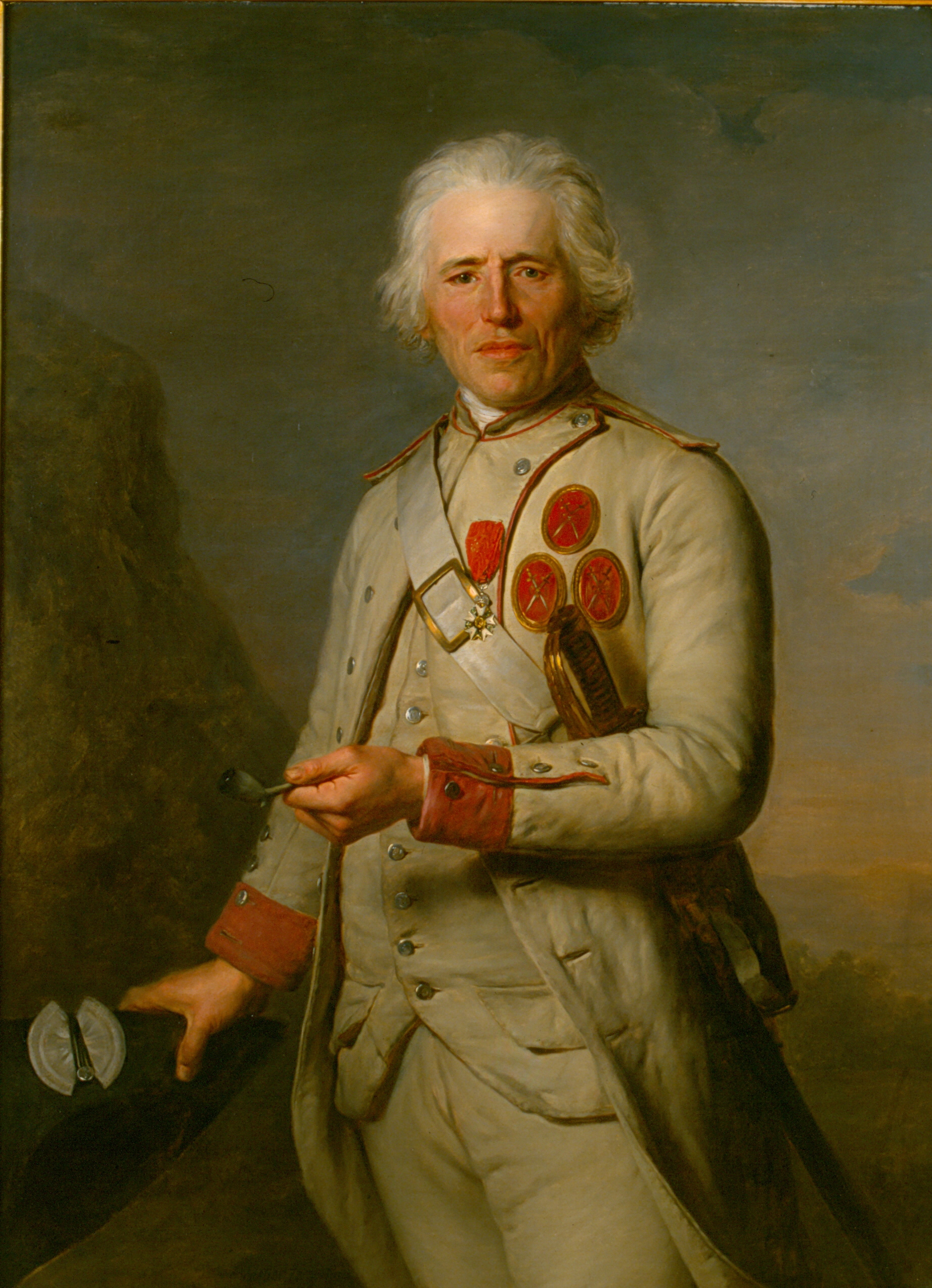
Jean Thurel 1788. Zu sehen sind die drei Veteranenmedaillen, das Kreuz der Ehrenlegion wurde 1804 hinzugefügt.

Jean Thurel, auch Jean Theurel (* 6. oder 8. September 1698 in Orain, Burgund, Frankreich; † 10. März 1807 in Tours) war ein Füsilier in der französischen Armee und der älteste aktive und sich am längsten im Dienst befindliche Soldat Frankreichs. Er war während seiner über 75-jährigen Dienstzeit Angehöriger des Régiment de Touraine. Geboren während der Regierungszeit von König Ludwig XIV., starb er während des Ersten Kaiserreichs unter Napoleon I. Thurel lebte in drei verschiedenen Jahrhunderten und diente unter zwei Monarchen.

## Militärische Karriere
Thurel trat am 17. September 1716 in das «Régiment d’infanterie de Touraine» ein, und schied am 29. Januar 1792 aus dem aktiven Dienst aus. In dieser Einheit diente er über 75 Jahre ohne Unterbrechung.

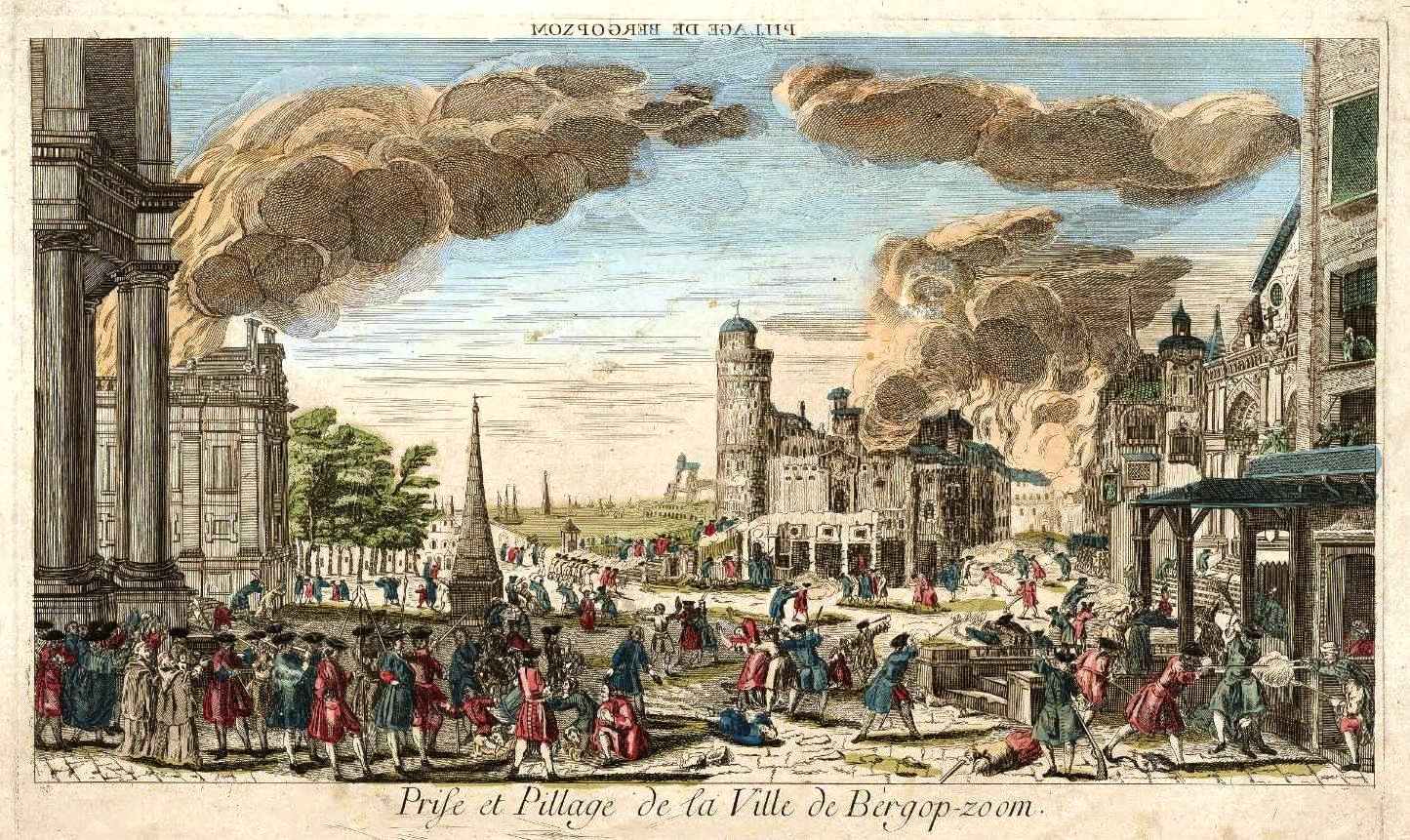
Belagerung von Bergen op Zoom 1747. Französische Truppen unter dem Comte de Lowendal besiegten die Niederländer unter Gouverneur General Cronström

Er wurde während seiner Laufbahn in zwei Schlachten verwundet, bei der Belagerung von Kehl (1733) traf ihn eine Musketenkugel in den Oberkörper und bei der Schlacht bei Minden erhielt er insgesamt sieben Säbelhiebe, davon sechs auf den Kopf.
Drei seiner Brüder fielen 1745 in der Schlacht bei Fontenoy. Einer seiner Söhne war Caporal und Veteran in derselben Kompanie wie sein Vater; er fiel in der Schlacht von Les Saintes.
Thurel war ein disziplinierter Soldat, der in seiner ganzen Dienstzeit nur einmal gemaßregelt wurde, bei der Belagerung von Bergen op Zoom war er beim Sturm über die Wälle von seiner Truppe getrennt worden, sodass er beim Appell nicht anwesend war. Einen Beweis seiner Disziplin und körperlichen Fähigkeit gab er ab, als sein Regiment an der Küste eingeschifft werden sollte und er sich weigerte, wegen seines fortgeschrittenen Alters die nicht unerhebliche Wegstrecke auf einem Karren zu fahren. Der 88-jährige Thurel wies das Angebot zurück und verkündete, dass er niemals auf einer Karre gefahren worden sei und nicht die Absicht habe dies in Zukunft zu tun. Also marschierte er die ganze Strecke zu Fuß. Seine Bescheidenheit gipfelte darin, dass er sein Leben lang jede Beförderung zurückwies und am Ende seiner militärischen Laufbahn immer noch gemeiner Soldat war.
Er kämpfte im:
- Polnischen Erbfolgekrieg
- Österreichischen Erbfolgekrieg
- Siebenjährigen Krieg
- Amerikanischen Unabhängigkeitskrieg

## Ehrungen

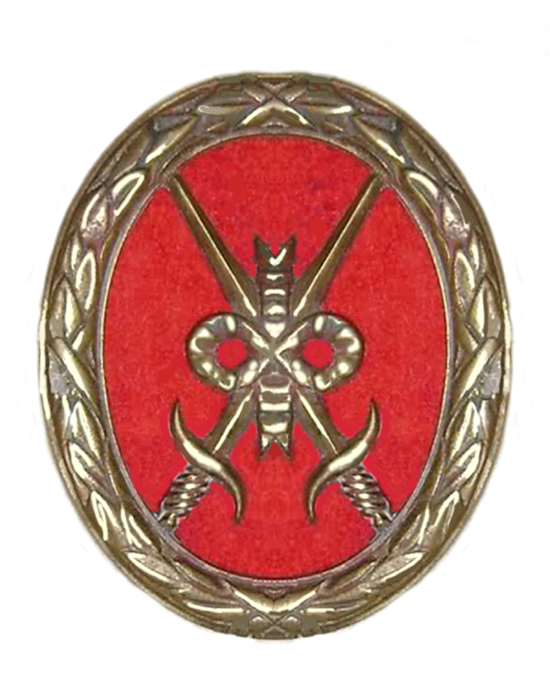
Thurel erhielt drei solcher Veteranen-Medaillen verliehen.

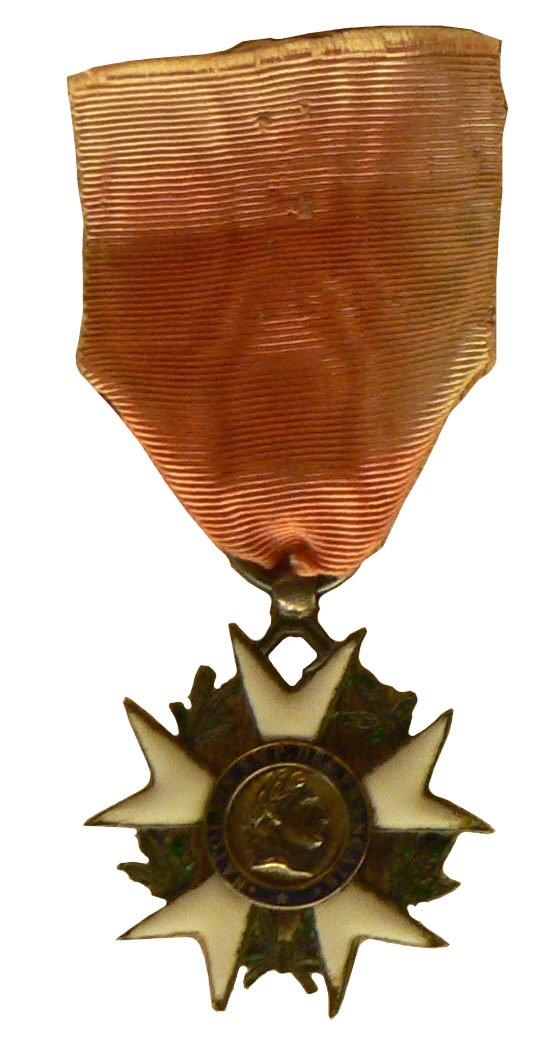
Der Orden Légion d’honneur wurde Thurel von Kaiser Napoleon verliehen

Thurel erhielt dreimal das Zwei-Schwerter-Medaillon (Médaillon des Deux Épées), als einziger Soldat der französischen Armee überhaupt. Das Medaillon war eine Auszeichnung für Mannschaften und Unteroffiziere von Heer und Marine, nach Vollendung einer vierundzwanzigjährigen Dienstzeit. Erstmals ausgezeichnet wurde Thurel im Medaillon-Stiftungsjahr 1771, als er die Auszeichnung gleich zweimal erhielt, für seine Dienstzeiten von 1716 bis 1740 und von 1740 bis 1764.
Anlässlich der dritten Verleihung wurde Thurel am 8. November 1787, am Hof zu Versailles, König Ludwig XVI. vorgestellt. Der 33-jährige König sprach den 88-jährigen Gemeinen respektvoll mit „mon père“ (Vater) an und teilte ihm mit, dass er ihn auszeichnen würde. Gefragt, welche Auszeichnung er bevorzuge, den Ordre royal et militaire de Saint-Louis (St. Ludwigsorden) oder ein drittes Médaillon des Deux Épées für die Dienstzeit von 1764 bis 1788. Dies war ein höchst ungewöhnliches Angebot, da in Frankreich der St. Ludwigsorden nur an Offiziere vergeben wurde, insbesondere Thurel noch vier Monate an der Vollendung der dritten Dienstzeit fehlten. Er entschied sich dann für die dritte Dienstmedaille, unter der Voraussetzung, dass sie ihm der König persönlich an die Uniform heften würde.
Ludwig XVI. erfüllte ihm diesen Wunsch. Der Comte d’Artois überreichte Thurel seinen Säbel und die Hofdamen stellten ihm während seines Aufenthalts in Paris eine Kutsche zur Verfügung. Weiterhin gewährte ihm der König eine Pension von 300 Livres jährlich. Dies entsprach in etwa dem Jahressold eines Premier sergent oder Sergent-majors.
Nur wenige Soldaten erhielten eine zweite Veteranenmedaille nach einer 48-Jährigen Dienstzeit, Thurel war der einzige, dem sie dreimal verliehen wurde.
Am 26. Oktober 1804, im Alter von 106 Jahren wurde ihm von Kaiser Napoleon als einem der ersten die Ehrenlegion verliehen, die höchste Auszeichnung Frankreichs. Napoleon gewährte ihm weiterhin eine Pension von 1.300 Francs jährlich; das kam ungefähr der Entlohnung eines Sous-lieutenants gleich. Thurel wurde später als nachweislich „der älteste Soldat Europas“ bezeichnet. Er verblieb weiterhin in guter körperlicher und geistiger Verfassung und starb am 10. März 1807 in Tours nach kurzer Krankheit als Veteran des „33e régiment d’infanterie de ligne“.
Thurel wird im Französischen Nationalarchiv mit dem Geburtsdatum 6. September 1698 geführt. Ebenfalls ist die Verleihung der Ehrenlegion, die erst seit 1802 existierte,  nachgewiesen.

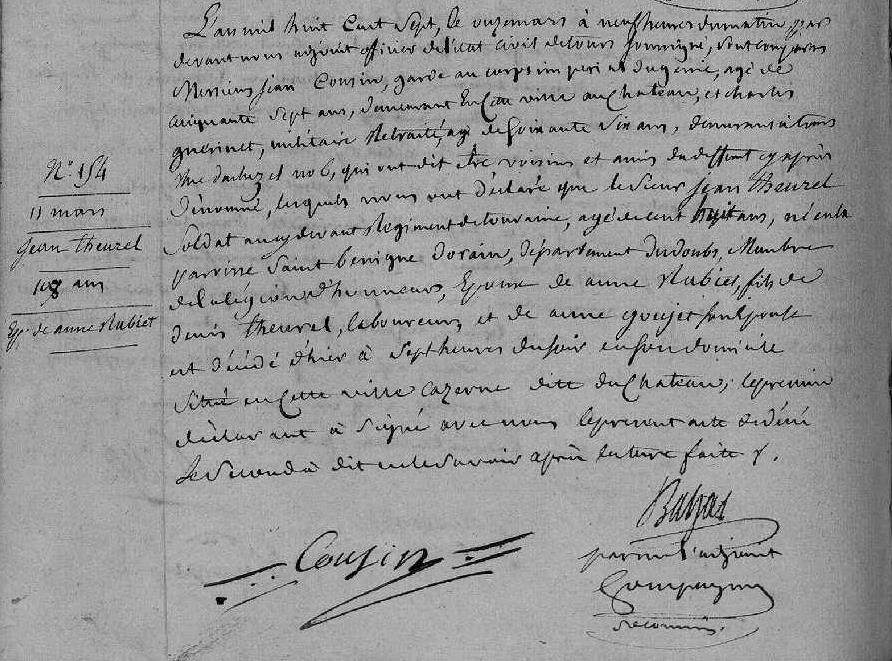
Sterbeurkunde des Jean Thurel mit dem Eintrag 108 ans (108 Jahre)